# Arrondissement de Béziers
L'arrondissement de Béziers est une division administrative française, située dans le département de l'Hérault et la région Occitanie. Sa Chambre de commerce est la Chambre de commerce et d'industrie de Béziers Saint-Pons.

## Histoire
Par la loi du 28 pluviôse an VIII (17 février 1800), le district de Béziers est remplacé par l'arrondissement de Béziers.
En 1926, une réforme administrative supprime définitivement l'arrondissement de Saint-Pons qui est rattaché à l'arrondissement de Béziers.
Le 1er janvier 2017, les communes d'Avène, Brenas, Le Bousquet-d'Orb, Ceilhes-et-Rocozels, Dio-et-Valquières, Joncels et Lunas sont rattachées à l'arrondissement de Béziers. Les communes de Cabrières, Fontès, Lieuran-Cabrières, Péret et Usclas-d'Hérault sont rattachées à l'arrondissement de Lodève. Désormais la communauté de communes Grand Orb est totalement incluse dans l’arrondissement de Béziers. La communauté de communes du Clermontais est totalement incluse dans l’arrondissement de Lodève.

## Composition

### Cantons
Liste des cantons de l’arrondissement de Béziers
- canton d'Agde ;
- canton de Béziers-1 ;
- canton de Béziers-2 ;
- canton de Béziers-3 ;
- canton de Cazouls-lès-Béziers ;
- canton de Clermont-l'Hérault ;
- canton de Mèze ;
- canton de Pézenas ;
- canton de Saint-Pons-de-Thomières.

### Découpage communal depuis 2015
Depuis 2015, le nombre de communes des arrondissements varie chaque année soit du fait du redécoupage cantonal de 2014 qui a conduit à l'ajustement de périmètres de certains arrondissements, soit à la suite de la création de communes nouvelles. Le nombre de communes de l'arrondissement de Béziers est ainsi de 152 en 2015, 152 en 2016 et 153 en 2017.
Au 1er janvier 2024, l'arrondissement groupe les 153 communes suivantes :
| Nom                       | Code Insee | Intercommunalité                                            | Superficie (km2) | Population (dernière pop. légale) | Densité (hab./km2) | Modifier                                    |
| ------------------------- | ---------- | ----------------------------------------------------------- | ---------------- | --------------------------------- | ------------------ | ------------------------------------------- |
| Béziers (chef-lieu)       | 34032      | CA Béziers Méditerranée                                     | 95,48            | 80 815 (2022)                     | 846                | modifier les données · modifier les données |
| Abeilhan                  | 34001      | CC Les Avant-Monts                                          | 7,81             | 1 824 (2022)                      | 234                | modifier les données · modifier les données |
| Adissan                   | 34002      | CA Hérault Méditerranée                                     | 4,46             | 1 347 (2022)                      | 302                | modifier les données · modifier les données |
| Agde                      | 34003      | CA Hérault Méditerranée                                     | 50,81            | 29 612 (2022)                     | 583                | modifier les données · modifier les données |
| Agel                      | 34004      | CC du Minervois au Caroux                                   | 12,54            | 244 (2022)                        | 19                 | modifier les données · modifier les données |
| Aigne                     | 34006      | CC du Minervois au Caroux                                   | 10,94            | 294 (2022)                        | 27                 | modifier les données · modifier les données |
| Aigues-Vives              | 34007      | CC du Minervois au Caroux                                   | 12,81            | 472 (2022)                        | 37                 | modifier les données · modifier les données |
| Les Aires                 | 34008      | CC Grand Orb                                                | 20,54            | 613 (2022)                        | 30                 | modifier les données · modifier les données |
| Alignan-du-Vent           | 34009      | CA Béziers Méditerranée                                     | 17,30            | 1 761 (2022)                      | 102                | modifier les données · modifier les données |
| Assignan                  | 34015      | CC Sud-Hérault                                              | 7,95             | 168 (2022)                        | 21                 | modifier les données · modifier les données |
| Aumes                     | 34017      | CA Hérault Méditerranée                                     | 7,39             | 502 (2022)                        | 68                 | modifier les données · modifier les données |
| Autignac                  | 34018      | CC Les Avant-Monts                                          | 11,55            | 962 (2022)                        | 83                 | modifier les données · modifier les données |
| Avène                     | 34019      | CC Grand Orb                                                | 62,65            | 294 (2022)                        | 4,7                | modifier les données · modifier les données |
| Azillanet                 | 34020      | CC du Minervois au Caroux                                   | 14,40            | 353 (2022)                        | 25                 | modifier les données · modifier les données |
| Babeau-Bouldoux           | 34021      | CC Sud-Hérault                                              | 21,40            | 309 (2022)                        | 14                 | modifier les données · modifier les données |
| Bassan                    | 34025      | CA Béziers Méditerranée                                     | 6,79             | 2 353 (2022)                      | 347                | modifier les données · modifier les données |
| Beaufort                  | 34026      | CC du Minervois au Caroux                                   | 6,09             | 215 (2022)                        | 35                 | modifier les données · modifier les données |
| Bédarieux                 | 34028      | CC Grand Orb                                                | 27,82            | 5 820 (2022)                      | 209                | modifier les données · modifier les données |
| Berlou                    | 34030      | CC du Minervois au Caroux                                   | 11,34            | 222 (2022)                        | 20                 | modifier les données · modifier les données |
| Bessan                    | 34031      | CA Hérault Méditerranée                                     | 27,65            | 5 705 (2022)                      | 206                | modifier les données · modifier les données |
| Boisset                   | 34034      | CC du Minervois au Caroux                                   | 17,47            | 41 (2022)                         | 2,3                | modifier les données · modifier les données |
| Boujan-sur-Libron         | 34037      | CA Béziers Méditerranée                                     | 7,02             | 3 536 (2022)                      | 504                | modifier les données · modifier les données |
| Le Bousquet-d'Orb         | 34038      | CC Grand Orb                                                | 11,83            | 1 594 (2022)                      | 135                | modifier les données · modifier les données |
| Brenas                    | 34040      | CC Grand Orb                                                | 10,59            | 57 (2022)                         | 5,4                | modifier les données · modifier les données |
| Cabrerolles               | 34044      | CC Les Avant-Monts                                          | 28,68            | 338 (2022)                        | 12                 | modifier les données · modifier les données |
| Cambon-et-Salvergues      | 34046      | CC des Monts de Lacaune et de la Montagne du Haut Languedoc | 50,39            | 51 (2022)                         | 1,0                | modifier les données · modifier les données |
| Camplong                  | 34049      | CC Grand Orb                                                | 13,25            | 217 (2022)                        | 16                 | modifier les données · modifier les données |
| Capestang                 | 34052      | CC Sud-Hérault                                              | 39,56            | 3 413 (2022)                      | 86                 | modifier les données · modifier les données |
| Carlencas-et-Levas        | 34053      | CC Grand Orb                                                | 10,78            | 115 (2022)                        | 11                 | modifier les données · modifier les données |
| Cassagnoles               | 34054      | CC du Minervois au Caroux                                   | 24,54            | 109 (2022)                        | 4,4                | modifier les données · modifier les données |
| Castanet-le-Haut          | 34055      | CC des Monts de Lacaune et de la Montagne du Haut Languedoc | 27,55            | 224 (2022)                        | 8,1                | modifier les données · modifier les données |
| Castelnau-de-Guers        | 34056      | CA Hérault Méditerranée                                     | 22,51            | 1 199 (2022)                      | 53                 | modifier les données · modifier les données |
| La Caunette               | 34059      | CC du Minervois au Caroux                                   | 21,78            | 320 (2022)                        | 15                 | modifier les données · modifier les données |
| Causses-et-Veyran         | 34061      | CC Les Avant-Monts                                          | 17,65            | 620 (2022)                        | 35                 | modifier les données · modifier les données |
| Caussiniojouls            | 34062      | CC Les Avant-Monts                                          | 10,50            | 168 (2022)                        | 16                 | modifier les données · modifier les données |
| Caux                      | 34063      | CA Hérault Méditerranée                                     | 24,84            | 2 692 (2022)                      | 108                | modifier les données · modifier les données |
| Cazedarnes                | 34065      | CC Sud-Hérault                                              | 11,64            | 640 (2022)                        | 55                 | modifier les données · modifier les données |
| Cazouls-d'Hérault         | 34068      | CA Hérault Méditerranée                                     | 4,39             | 413 (2022)                        | 94                 | modifier les données · modifier les données |
| Cazouls-lès-Béziers       | 34069      | CC la Domitienne                                            | 38,46            | 5 185 (2022)                      | 135                | modifier les données · modifier les données |
| Cébazan                   | 34070      | CC Sud-Hérault                                              | 13,03            | 637 (2022)                        | 49                 | modifier les données · modifier les données |
| Ceilhes-et-Rocozels       | 34071      | CC Grand Orb                                                | 27,82            | 247 (2022)                        | 8,9                | modifier les données · modifier les données |
| Cers                      | 34073      | CA Béziers Méditerranée                                     | 7,85             | 2 523 (2022)                      | 321                | modifier les données · modifier les données |
| Cessenon-sur-Orb          | 34074      | CC Sud-Hérault                                              | 37,29            | 2 390 (2022)                      | 64                 | modifier les données · modifier les données |
| Cesseras                  | 34075      | CC du Minervois au Caroux                                   | 15,07            | 432 (2022)                        | 29                 | modifier les données · modifier les données |
| Colombières-sur-Orb       | 34080      | CC du Minervois au Caroux                                   | 8,11             | 494 (2022)                        | 61                 | modifier les données · modifier les données |
| Colombiers                | 34081      | CC la Domitienne                                            | 10,14            | 2 755 (2022)                      | 272                | modifier les données · modifier les données |
| Combes                    | 34083      | CC Grand Orb                                                | 10,97            | 321 (2022)                        | 29                 | modifier les données · modifier les données |
| Corneilhan                | 34084      | CA Béziers Méditerranée                                     | 14,23            | 1 632 (2022)                      | 115                | modifier les données · modifier les données |
| Coulobres                 | 34085      | CA Béziers Méditerranée                                     | 2,99             | 371 (2022)                        | 124                | modifier les données · modifier les données |
| Courniou                  | 34086      | CC du Minervois au Caroux                                   | 30,06            | 615 (2022)                        | 20                 | modifier les données · modifier les données |
| Creissan                  | 34089      | CC Sud-Hérault                                              | 8,89             | 1 404 (2022)                      | 158                | modifier les données · modifier les données |
| Cruzy                     | 34092      | CC Sud-Hérault                                              | 25,85            | 954 (2022)                        | 37                 | modifier les données · modifier les données |
| Espondeilhan              | 34094      | CA Béziers Méditerranée                                     | 5,08             | 1 176 (2022)                      | 231                | modifier les données · modifier les données |
| Faugères                  | 34096      | CC Les Avant-Monts                                          | 26,06            | 555 (2022)                        | 21                 | modifier les données · modifier les données |
| Félines-Minervois         | 34097      | CC du Minervois au Caroux                                   | 29,87            | 505 (2022)                        | 17                 | modifier les données · modifier les données |
| Ferrals-les-Montagnes     | 34098      | CC du Minervois au Caroux                                   | 25,78            | 147 (2022)                        | 5,7                | modifier les données · modifier les données |
| Ferrières-Poussarou       | 34100      | CC du Minervois au Caroux                                   | 26,01            | 67 (2022)                         | 2,6                | modifier les données · modifier les données |
| Florensac                 | 34101      | CA Hérault Méditerranée                                     | 35,71            | 5 138 (2022)                      | 144                | modifier les données · modifier les données |
| Fos                       | 34104      | CC Les Avant-Monts                                          | 6,58             | 131 (2022)                        | 20                 | modifier les données · modifier les données |
| Fouzilhon                 | 34105      | CC Les Avant-Monts                                          | 5,39             | 247 (2022)                        | 46                 | modifier les données · modifier les données |
| Fraisse-sur-Agout         | 34107      | CC des Monts de Lacaune et de la Montagne du Haut Languedoc | 58,46            | 337 (2022)                        | 5,8                | modifier les données · modifier les données |
| Gabian                    | 34109      | CC Les Avant-Monts                                          | 15,96            | 864 (2022)                        | 54                 | modifier les données · modifier les données |
| Graissessac               | 34117      | CC Grand Orb                                                | 10,03            | 569 (2022)                        | 57                 | modifier les données · modifier les données |
| Hérépian                  | 34119      | CC Grand Orb                                                | 8,77             | 1 559 (2022)                      | 178                | modifier les données · modifier les données |
| Joncels                   | 34121      | CC Grand Orb                                                | 46,24            | 261 (2022)                        | 5,6                | modifier les données · modifier les données |
| Lamalou-les-Bains         | 34126      | CC Grand Orb                                                | 6,18             | 2 421 (2022)                      | 392                | modifier les données · modifier les données |
| Laurens                   | 34130      | CC Les Avant-Monts                                          | 16,39            | 1 794 (2022)                      | 109                | modifier les données · modifier les données |
| Lespignan                 | 34135      | CC la Domitienne                                            | 22,92            | 3 355 (2022)                      | 146                | modifier les données · modifier les données |
| Lézignan-la-Cèbe          | 34136      | CA Hérault Méditerranée                                     | 6,13             | 1 569 (2022)                      | 256                | modifier les données · modifier les données |
| Lieuran-lès-Béziers       | 34139      | CA Béziers Méditerranée                                     | 8,51             | 1 483 (2022)                      | 174                | modifier les données · modifier les données |
| Lignan-sur-Orb            | 34140      | CA Béziers Méditerranée                                     | 3,41             | 3 227 (2022)                      | 946                | modifier les données · modifier les données |
| La Livinière              | 34141      | CC du Minervois au Caroux                                   | 31,56            | 526 (2022)                        | 17                 | modifier les données · modifier les données |
| Lunas-les-Châteaux        | 34144      | CC Grand Orb                                                | 63,66            | 822 (2022)                        | 13                 | modifier les données · modifier les données |
| Magalas                   | 34147      | CC Les Avant-Monts                                          | 20,76            | 3 531 (2022)                      | 170                | modifier les données · modifier les données |
| Maraussan                 | 34148      | CC la Domitienne                                            | 12,37            | 4 693 (2022)                      | 379                | modifier les données · modifier les données |
| Margon                    | 34149      | CC Les Avant-Monts                                          | 4,47             | 775 (2022)                        | 173                | modifier les données · modifier les données |
| Maureilhan                | 34155      | CC la Domitienne                                            | 10,55            | 2 465 (2022)                      | 234                | modifier les données · modifier les données |
| Minerve                   | 34158      | CC du Minervois au Caroux                                   | 27,89            | 96 (2022)                         | 3,4                | modifier les données · modifier les données |
| Mons                      | 34160      | CC du Minervois au Caroux                                   | 22,32            | 671 (2022)                        | 30                 | modifier les données · modifier les données |
| Montady                   | 34161      | CC la Domitienne                                            | 9,95             | 4 020 (2022)                      | 404                | modifier les données · modifier les données |
| Montagnac                 | 34162      | CA Hérault Méditerranée                                     | 39,81            | 4 465 (2022)                      | 112                | modifier les données · modifier les données |
| Montblanc                 | 34166      | CA Béziers Méditerranée                                     | 26,94            | 2 896 (2022)                      | 107                | modifier les données · modifier les données |
| Montels                   | 34167      | CC Sud-Hérault                                              | 7,30             | 243 (2022)                        | 33                 | modifier les données · modifier les données |
| Montesquieu               | 34168      | CC Les Avant-Monts                                          | 14,47            | 76 (2022)                         | 5,3                | modifier les données · modifier les données |
| Montouliers               | 34170      | CC Sud-Hérault                                              | 7,70             | 232 (2022)                        | 30                 | modifier les données · modifier les données |
| Murviel-lès-Béziers       | 34178      | CC Les Avant-Monts                                          | 32,36            | 3 038 (2022)                      | 94                 | modifier les données · modifier les données |
| Neffiès                   | 34181      | CC Les Avant-Monts                                          | 10,92            | 1 018 (2022)                      | 93                 | modifier les données · modifier les données |
| Nézignan-l'Évêque         | 34182      | CA Hérault Méditerranée                                     | 4,33             | 1 730 (2022)                      | 400                | modifier les données · modifier les données |
| Nissan-lez-Enserune       | 34183      | CC la Domitienne                                            | 29,74            | 4 077 (2022)                      | 137                | modifier les données · modifier les données |
| Nizas                     | 34184      | CA Hérault Méditerranée                                     | 8,53             | 661 (2022)                        | 77                 | modifier les données · modifier les données |
| Olargues                  | 34187      | CC du Minervois au Caroux                                   | 18,60            | 493 (2022)                        | 27                 | modifier les données · modifier les données |
| Olonzac                   | 34189      | CC du Minervois au Caroux                                   | 18,95            | 1 683 (2022)                      | 89                 | modifier les données · modifier les données |
| Oupia                     | 34190      | CC du Minervois au Caroux                                   | 9,04             | 276 (2022)                        | 31                 | modifier les données · modifier les données |
| Pailhès                   | 34191      | CC Les Avant-Monts                                          | 6,00             | 608 (2022)                        | 101                | modifier les données · modifier les données |
| Pardailhan                | 34193      | CC du Minervois au Caroux                                   | 41,18            | 171 (2022)                        | 4,2                | modifier les données · modifier les données |
| Pézenas                   | 34199      | CA Hérault Méditerranée                                     | 29,56            | 7 789 (2022)                      | 263                | modifier les données · modifier les données |
| Pézènes-les-Mines         | 34200      | CC Grand Orb                                                | 26,87            | 236 (2022)                        | 8,8                | modifier les données · modifier les données |
| Pierrerue                 | 34201      | CC Sud-Hérault                                              | 11,70            | 293 (2022)                        | 25                 | modifier les données · modifier les données |
| Pinet                     | 34203      | CA Hérault Méditerranée                                     | 8,83             | 2 012 (2022)                      | 228                | modifier les données · modifier les données |
| Poilhes                   | 34206      | CC Sud-Hérault                                              | 5,95             | 534 (2022)                        | 90                 | modifier les données · modifier les données |
| Pomérols                  | 34207      | CA Hérault Méditerranée                                     | 11,01            | 2 255 (2022)                      | 205                | modifier les données · modifier les données |
| Portiragnes               | 34209      | CA Hérault Méditerranée                                     | 20,16            | 3 388 (2022)                      | 168                | modifier les données · modifier les données |
| Le Poujol-sur-Orb         | 34211      | CC Grand Orb                                                | 4,58             | 944 (2022)                        | 206                | modifier les données · modifier les données |
| Pouzolles                 | 34214      | CC Les Avant-Monts                                          | 10,01            | 1 214 (2022)                      | 121                | modifier les données · modifier les données |
| Le Pradal                 | 34216      | CC Grand Orb                                                | 3,80             | 325 (2022)                        | 86                 | modifier les données · modifier les données |
| Prades-sur-Vernazobre     | 34218      | CC Sud-Hérault                                              | 19,98            | 369 (2022)                        | 18                 | modifier les données · modifier les données |
| Prémian                   | 34219      | CC du Minervois au Caroux                                   | 16,69            | 484 (2022)                        | 29                 | modifier les données · modifier les données |
| Puimisson                 | 34223      | CC Les Avant-Monts                                          | 6,38             | 1 218 (2022)                      | 191                | modifier les données · modifier les données |
| Puissalicon               | 34224      | CC Les Avant-Monts                                          | 13,05            | 1 352 (2022)                      | 104                | modifier les données · modifier les données |
| Puisserguier              | 34225      | CC Sud-Hérault                                              | 28,27            | 3 034 (2022)                      | 107                | modifier les données · modifier les données |
| Quarante                  | 34226      | CC Sud-Hérault                                              | 30,05            | 1 788 (2022)                      | 60                 | modifier les données · modifier les données |
| Rieussec                  | 34228      | CC du Minervois au Caroux                                   | 22,20            | 82 (2022)                         | 3,7                | modifier les données · modifier les données |
| Riols                     | 34229      | CC du Minervois au Caroux                                   | 56,02            | 714 (2022)                        | 13                 | modifier les données · modifier les données |
| Roquebrun                 | 34232      | CC du Minervois au Caroux                                   | 39,64            | 603 (2022)                        | 15                 | modifier les données · modifier les données |
| Roquessels                | 34234      | CC Les Avant-Monts                                          | 8,98             | 111 (2022)                        | 12                 | modifier les données · modifier les données |
| Rosis                     | 34235      | CC des Monts de Lacaune et de la Montagne du Haut Languedoc | 52,91            | 271 (2022)                        | 5,1                | modifier les données · modifier les données |
| Roujan                    | 34237      | CC Les Avant-Monts                                          | 17,02            | 2 297 (2022)                      | 135                | modifier les données · modifier les données |
| Saint-Chinian             | 34245      | CC Sud-Hérault                                              | 23,29            | 1 775 (2022)                      | 76                 | modifier les données · modifier les données |
| Saint-Étienne-d'Albagnan  | 34250      | CC du Minervois au Caroux                                   | 22,70            | 301 (2022)                        | 13                 | modifier les données · modifier les données |
| Saint-Étienne-Estréchoux  | 34252      | CC Grand Orb                                                | 3,58             | 257 (2022)                        | 72                 | modifier les données · modifier les données |
| Saint-Geniès-de-Fontedit  | 34258      | CC Les Avant-Monts                                          | 9,24             | 1 695 (2022)                      | 183                | modifier les données · modifier les données |
| Saint-Geniès-de-Varensal  | 34257      | CC Grand Orb                                                | 12,55            | 216 (2022)                        | 17                 | modifier les données · modifier les données |
| Saint-Gervais-sur-Mare    | 34260      | CC Grand Orb                                                | 24,29            | 839 (2022)                        | 35                 | modifier les données · modifier les données |
| Saint-Jean-de-Minervois   | 34269      | CC du Minervois au Caroux                                   | 32,70            | 133 (2022)                        | 4,1                | modifier les données · modifier les données |
| Saint-Julien              | 34271      | CC du Minervois au Caroux                                   | 19,25            | 225 (2022)                        | 12                 | modifier les données · modifier les données |
| Saint-Martin-de-l'Arçon   | 34273      | CC du Minervois au Caroux                                   | 4,22             | 103 (2022)                        | 24                 | modifier les données · modifier les données |
| Saint-Nazaire-de-Ladarez  | 34279      | CC Les Avant-Monts                                          | 28,27            | 321 (2022)                        | 11                 | modifier les données · modifier les données |
| Saint-Pons-de-Mauchiens   | 34285      | CA Hérault Méditerranée                                     | 13,58            | 641 (2022)                        | 47                 | modifier les données · modifier les données |
| Saint-Pons-de-Thomières   | 34284      | CC du Minervois au Caroux                                   | 40,99            | 1 718 (2022)                      | 42                 | modifier les données · modifier les données |
| Saint-Thibéry             | 34289      | CA Hérault Méditerranée                                     | 18,47            | 3 047 (2022)                      | 165                | modifier les données · modifier les données |
| Saint-Vincent-d'Olargues  | 34291      | CC du Minervois au Caroux                                   | 15,84            | 354 (2022)                        | 22                 | modifier les données · modifier les données |
| La Salvetat-sur-Agout     | 34293      | CC des Monts de Lacaune et de la Montagne du Haut Languedoc | 87,55            | 1 115 (2022)                      | 13                 | modifier les données · modifier les données |
| Sauvian                   | 34298      | CA Béziers Méditerranée                                     | 13,07            | 5 498 (2022)                      | 421                | modifier les données · modifier les données |
| Sérignan                  | 34299      | CA Béziers Méditerranée                                     | 27,45            | 8 437 (2022)                      | 307                | modifier les données · modifier les données |
| Servian                   | 34300      | CA Béziers Méditerranée                                     | 40,61            | 5 427 (2022)                      | 134                | modifier les données · modifier les données |
| Siran                     | 34302      | CC du Minervois au Caroux                                   | 21,25            | 751 (2022)                        | 35                 | modifier les données · modifier les données |
| Le Soulié                 | 34305      | CC des Monts de Lacaune et de la Montagne du Haut Languedoc | 40,44            | 133 (2022)                        | 3,3                | modifier les données · modifier les données |
| Taussac-la-Billière       | 34308      | CC Grand Orb                                                | 14,62            | 462 (2022)                        | 32                 | modifier les données · modifier les données |
| Thézan-lès-Béziers        | 34310      | CC Les Avant-Monts                                          | 13,65            | 3 070 (2022)                      | 225                | modifier les données · modifier les données |
| La Tour-sur-Orb           | 34312      | CC Grand Orb                                                | 30,65            | 1 346 (2022)                      | 44                 | modifier les données · modifier les données |
| Tourbes                   | 34311      | CA Hérault Méditerranée                                     | 15,96            | 1 875 (2022)                      | 117                | modifier les données · modifier les données |
| Vailhan                   | 34319      | CC Les Avant-Monts                                          | 11,23            | 142 (2022)                        | 13                 | modifier les données · modifier les données |
| Valras-Plage              | 34324      | CA Béziers Méditerranée                                     | 2,35             | 4 300 (2022)                      | 1 830              | modifier les données · modifier les données |
| Valros                    | 34325      | CA Béziers Méditerranée                                     | 6,61             | 1 665 (2022)                      | 252                | modifier les données · modifier les données |
| Vélieux                   | 34326      | CC du Minervois au Caroux                                   | 10,15            | 102 (2022)                        | 10                 | modifier les données · modifier les données |
| Vendres                   | 34329      | CC la Domitienne                                            | 37,80            | 2 671 (2022)                      | 71                 | modifier les données · modifier les données |
| Verreries-de-Moussans     | 34331      | CC du Minervois au Caroux                                   | 18,69            | 88 (2022)                         | 4,7                | modifier les données · modifier les données |
| Vias                      | 34332      | CA Hérault Méditerranée                                     | 32,49            | 5 960 (2022)                      | 183                | modifier les données · modifier les données |
| Vieussan                  | 34334      | CC du Minervois au Caroux                                   | 28,26            | 268 (2022)                        | 9,5                | modifier les données · modifier les données |
| Villemagne-l'Argentière   | 34335      | CC Grand Orb                                                | 8,06             | 420 (2022)                        | 52                 | modifier les données · modifier les données |
| Villeneuve-lès-Béziers    | 34336      | CA Béziers Méditerranée                                     | 17,31            | 4 283 (2022)                      | 247                | modifier les données · modifier les données |
| Villespassans             | 34339      | CC Sud-Hérault                                              | 14,07            | 186 (2022)                        | 13                 | modifier les données · modifier les données |
| Arrondissement de Béziers | 341        |                                                             | 3 091,20         | 325 400 (2022)                    | 105                | modifier les données                        |

## Démographie
En 2022, l'arrondissement comptait 325 400 habitants.
| 1968    | 1975    | 1982    | 1990    | 1999    | 2006    | 2011    | 2016    | 2021    |
| ------- | ------- | ------- | ------- | ------- | ------- | ------- | ------- | ------- |
| 229 472 | 228 640 | 229 862 | 242 465 | 255 669 | 282 843 | 299 453 | 309 800 | 321 879 |

| 2022    | - | - | - | - | - | - | - | - |
| ------- | - | - | - | - | - | - | - | - |
| 325 400 | - | - | - | - | - | - | - | - |

## Sous-préfets
| Période   | Période | Identité           | Fonction précédente | Observation |
| --------- | ------- | ------------------ | ------------------- | ----------- |
| ...       |         |                    |                     |             |
| août 1993 | ...     | Michel Cadot       |                     |             |
| ...       |         |                    |                     |             |
| 2011      | 2014    | Nicolas de Maistre |                     |             |
| 2014      | 2015    | Nicolas Lerner     |                     |             |
| 2015      | 2021    | Christian Pouget   |                     |             |